# Penion ormesi
Penion ormesi es una especie de molusco gasterópodo de la familia Buccinidae. 

## Distribución geográfica
Se encuentra en Nueva Zelanda